# Batalla de Ocumare del Tuy
La batalla de Ocumare del Tuy fue un enfrentamiento militar producido en el contexto de la Guerra de Independencia de Venezuela, el 20 de marzo de 1814, entre las fuerzas patriotas de la Segunda República de Venezuela y las realistas leales al Imperio español.  

## Antecedentes
Después de partir de Calabozo, el caudillo llanero, capitán José Tomás Boves, ordenó al capitán Francisco Rosete partir con 1200 hombres a atacar los ricos valles del Tuy. Otras fuentes hablan de 1000 bandidos acompañándolo en su ofensiva.
Mientras, Boves derrotaba completamente al coronel patriota Vicente Campo Elías en La Puerta, pero al ser herido debía enviar a su segundo, el teniente coronel Francisco Tomás Morales a los valles de Aragua. La noticia del ataque causó alarma en Caracas, donde el general de división José Félix Ribas, el coronel Juan Bautista Arismendi y el gobernador político Cristóbal Mendoza organizaron una fuerza para defender La Victoria, donde avanzó Morales por orden de Boves, pero fue vencido y obligado a retirarse.

## Masacre
El 11 de febrero, Rosete entró en Ocumare con 2000 hombres. La villa estaba defendida por apenas 150 soldados. Saquearon las casas y luego atacaron la iglesia, donde se habían refugiado ancianos, mujeres y niños (los hombres que pudieron escaparon a los montes). Los realistas derribaron con hachas las puertas y degollaron en el recinto a los ancianos, arrastrando afuera al resto para matarlos con lanzas y dejar sus cuerpos mutilados por el pueblo y los caminos. Las noticias se expandieron rápidamente, y cuando Rosete avanzó a Charayave o Charallave, encontró el pueblo desierto.
Ribas dejó parte de sus tropas en San Mateo a cargo del general en jefe Simón Bolívar y volvió a Caracas para lidiar con Rosete. La ciudad fosos, parapetos, estacadas y artillería para defenderse de cualquier ataque que la indisciplina tropa de Rosete pudiera intentar. En dos días, Ribas organizó una división de 1000 hombres y salió a buscar a su enemigo, derrotándolo en Charayave el 20 de febrero. Pero la mayoría de los 800 a 1000 realistas que le acompañaban logró huir a los montes. El combate duró una hora.
Luego siguió a Ocumare, donde la pequeña guarnición realista huyó al verlo venir. Según Restrepo, encontró los 300 muertos de la matanza, incluyendo más de 100 mujeres y niños. En cambio, Baralt dice que la mayoría de los 300 muertos eran mujeres y niños. La victoria en Charayave aseguró la seguridad de Caracas y forzó a Rosete a retirarse.
Rosete reclutó muchos hombres, pero eran esclavos sublevados y no jinetes libres de los Llanos como los que acompañaban a Boves. Muchos esclavos huían a las montañas para evitar ser reclutados y se sumaban a desertores de ambos bandos para saquear. Como indica el coronel patriota José de Austria, a su grupo inicial de bandidos incorporó muchos esclavos sublevados. Sin embargo, Baralt reconoce que posiblemente las fuerzas realistas estaban infladas.

## Emboscada
Ribas dejó una pequeña guarnición en Ocumare y partió a ayudar a Bolívar en San Mateo ante la venida de Boves. El 6 de marzo, Rosete reconquistó la villa y la noticia le llegó a Bolívar tres días más tarde, amenazando Caracas. Ribas estaba enfermo y con pocos soldados. Sin esperanzas en que Bolívar pudiera ayudarles, los habitantes de Caracas reunieron 800 hombres al mando de Arismendi, la mayoría estudiantes sin experiencia en combate, y decidieron atacar al enemigo esperando sorprenderlo.
El 16 de marzo asaltaron el pueblo sin orden, pero fueron sobrepasados por los números esclavos fugitivos que mandaba el monárquico, quienes luchaban principalmente con lanzas y mucho vigor. Pronto rompieron filas y fueron masacrados, salvándose Arismendi con algunos oficiales gracias a sus buenos caballos. Se perdieron las armas, ropas y equipos.

## Victoria patriota
Afortunadamente para los caraqueños, el 10 de marzo Bolívar había enviado al coronel Mariano Montilla con 500 soldados a Caracas, llegando justo a tiempo, pues Ribas logró mejorarse y organizar una defensa de 900 efectivos. No podía montar y fue llevado en una cama portátil a Ocumare con sus hombres, partiendo el día 17. Tres jornadas de marcha después estaban ante la villa, pero el jefe realista no le atacó en el llano, donde podía usar su superior número de jinetes, y le esperó parapetado en los edificios. Los patriotas prendieron fuego a los edificios para sacar a sus enemigos y a otros los asaltaron. Después de dos horas, los monárquicos intentaron flanquearlos con la caballería por la izquierda, pero el teniente coronel José María Jiménez acompañado de Montilla los rechazaron. Luego huyeron y se dispersaron, dejando muchos muertos, heridos, caballos y equipo militar.

## Consecuencias
Rosete logró huir con algunos grupos de jinetes, pero Ribas decidió perseguirlo, tarea que encomendó a Montilla y el coronel Leandro Palacios, quienes siguieron el camino de Los Pilones con 400 a 500 infantes de los batallones Valencia y Barlovento. Ribas se dedicó a dar ayuda a la poblaciones de los valles del Tuy y regresó a Caracas.
El 21 de marzo, llegaron a San Casimiro las noticias de la batalla y el general de brigada Santiago Mariño ordenó al coronel José Francisco Bermúdez cortarle la retirada a Rosete en el camino de Los Pilones. Al día siguiente hubo un duro combate y viéndose atrapado, durante la noche el capitán realista ordenó a su gente dispersarse, cada uno iría por su cuenta a los Llanos. El día 23 Bermúdez se encontró con Montilla y Palacios.